# Шарль де Гиз, кардинал Лотарингский
Шарль де Гиз, кардинал Лотарингский (фр. Charles de Guise, cardinal de Lorraine; 17 февраля 1524, замок Жуанвиль — 26 декабря 1574, Авиньон) — герцог де Шеврёз; архиепископ Реймсский из рода Гизов (1538—1574); епископ Мецский (1550—1551); кардинал де Гиз (1547), затем кардинал Лотарингский. Наиболее влиятельная фигура при дворе Франциска II, после его смерти потерял свои позиции.

## Биография
Родился в родовом замке Жуанвиль; второй сын герцога Клода де Гиза, младший брат могущественного герцога Франсуа де Гиза.
Благодаря высокому происхождению уже в четырнадцать лет стал архиепископом Реймса. Будучи дядей Марии Стюарт, супруги дофина Франциска, имел влияние при королевском дворе.
Кардинальскую шапку получил от папы римского Павла III 27 июля 1547 года. Покровительствовал гуманистам и образованию, в 1548 году основал Реймсский университет. По заверениям Брантома, в частных разговорах проявлял вольнодумство и едва ли не одобрял аугсбургское исповедание. По его настоянию папа Павел IV объявил войну Карлу V и Филиппу II.
После смерти Генриха II стал (наравне с братом Франсуа) фактическим правителем Франции, официально — суперинтендантом финансов. Жестоко расправился с членами Амбуазского заговора. Его правление запомнилось крайним своеволием: так, он запретил ношение оружия и издал эдикт, которым угрожал повесить кредиторов двора, если они не удалятся в 24 часа.
После смерти Франциска Второго и Франсуа де Гиза покинул Париж и вернулся в Реймс, однако пользовался влиянием и при Карле IX. Как и его брат, был ожесточённым врагом гугенотов и пытался учредить во Франции инквизицию. На Тридентском соборе (1562) играл важную роль сначала в борьбе против папы римского, затем в интересах курии.
Скончался в Авиньоне в 1574 году; похоронен в Реймсском соборе.

## В литературе
- Шарль Лотарингский — персонаж романа Александра Дюма «Две Дианы».
- В сериале «Королева змей» (США, 2022-2024) роль кардинала сыграл Рэй Пантхаки.